# Gornje Mladice
Gornje Mladice är en ort i Bosnien och Hercegovina.   Den ligger i entiteten Republika Srpska, i den centrala delen av landet, 6 km söder om huvudstaden Sarajevo. Gornje Mladice ligger 630 meter över havet och antalet invånare är 162.
Terrängen runt Gornje Mladice är varierad.Runt Gornje Mladice är det ganska tätbefolkat, med 72 invånare per kvadratkilometer.. Närmaste större samhälle är Sarajevo, 5,7 km norr om Gornje Mladice. 
I omgivningarna runt Gornje Mladice växer i huvudsak lövfällande lövskog.